# Klaus Kösters
Klaus Kösters (* 1946 in Detmold) ist ein deutscher Kunsthistoriker.
Nach dem Studium der Romanistik, Geschichte, Kunstgeschichte und Philosophie an der Universität Münster arbeitete Kösters einige Jahre im Schuldienst. 1984 wechselte er zum Landschaftsverband Westfalen-Lippe (LWL). Als Museumspädagoge war er für verschiedene Museen in Westfalen tätig. Schließlich wurde er wissenschaftlicher Referent im LWL-Museumsamt für Westfalen.

## Veröffentlichungen
- Die Stadt im Mittelalter. Eine museumsdidaktische Unterrichtseinheit zur Entstehung und Topographie westfälischer Städte (1980)
- Verborgene Schätze. Mittelalterliche Kunst in Westfalen (2000)
- Tisa von der Schulenburg. Kunst im Brennpunkt des Zwanzigsten Jahrhunderts (2003)
- Mythos Arminius. Die Varusschlacht und ihre Folgen (2009)
- (Hrsg.), Peter August Böckstiegel, die Bauern und die Kunst (2009)
- 100 Meisterwerke westfälischer Kunst (2010)
- (Hrsg.), Anpassung – Überleben – Widerstand. Künstler im Nationalsozialismus (2012)
- Geschichtsbilder. Deutsche Geschichte im Spiegel der Kunst (2014)